# Kostel svaté Anny (Hradec Králové)
Kostel sv. Anny v Kuklenách je římskokatolický farní kostel na okraji Hradce Králové při staré cestě na Prahu. Stojí na Denisově náměstí v Kuklenách. Vystavěn byl v letech 1777–1784. Od roku 1964 je objekt zapsán jako kulturní památka.

## Historie
Kostel sv. Anny se špitálem spravovaným řádem minoritů byl založen roku 1344 na ostrově na Labi v místech nynějšího objektu Palace Garage Hradec Králové (bývalých Novákových garáží) na nynějším náměstí 5. května. Roku 1542 a 1597 byly pro něj odlity zvony.
Roku 1776 byl klášter sv. Anny se špitálem a zahradou odhadnut na 25 344 zlatých a 46 krejcarů. Obsahoval 4 150 čtverečných sáhů. Ještě téhož roku minorité obdrželi ony peníze. Boření kvůli stavbě královéhradecké pevnosti museli obstarávat sami majitelé, za což jim bylo ponecháno stavivo k novým stavbám. 3. července 1776 začali minorité bořit, a to nejprve svůj klášter. Později museli opustit již i svůj kostel. 11. srpna 1776 konali v kostele sv. Anny poslední bohoslužbu a po ní odnesli velebnou svátost a křtitelnici v procesí do filiálního kostela sv. Petra, kde nadále konali své bohoslužby. 16. srpna 1776 se začalo s bouráním kostela sv. Anny.
Od počátku dubna následujícího roku chystali minorité pozemky v Kuklenách pro stavbu nového kostela a kláštera, pročež 2. července byl posvěcen základní kámen a na rohu i u presbyteria po straně epištoly slavnostně založen. Slavnosti se zúčastnil nejen biskup Josef Adam Arco, ale i krajský hejtman Bienenberg.
26. května 1778 přijel do Hradce Králové císař Josef II. a nařídil bezodkladné zbourání kostela sv. Petra. Minorité, kteří zde 2 roky působili, zde vykonali 31. května poslední bohoslužbu a hned po ní se začalo s bouráním. Velebnou svátost a křtitelnici (dílo Ondřeje Ptáčka z 15. století) přenesli v tichosti do Kuklen, kde byly zatím slouženy mše u oltáře, postaveného prozatím ve vrátnici nebo průchodu nově vznikajícího kláštera (vchodu do bývalé školy). 15. listopadu 1778 bylo vysvěceno presbyterium a hned se zde začalo s konáním služeb Božích.

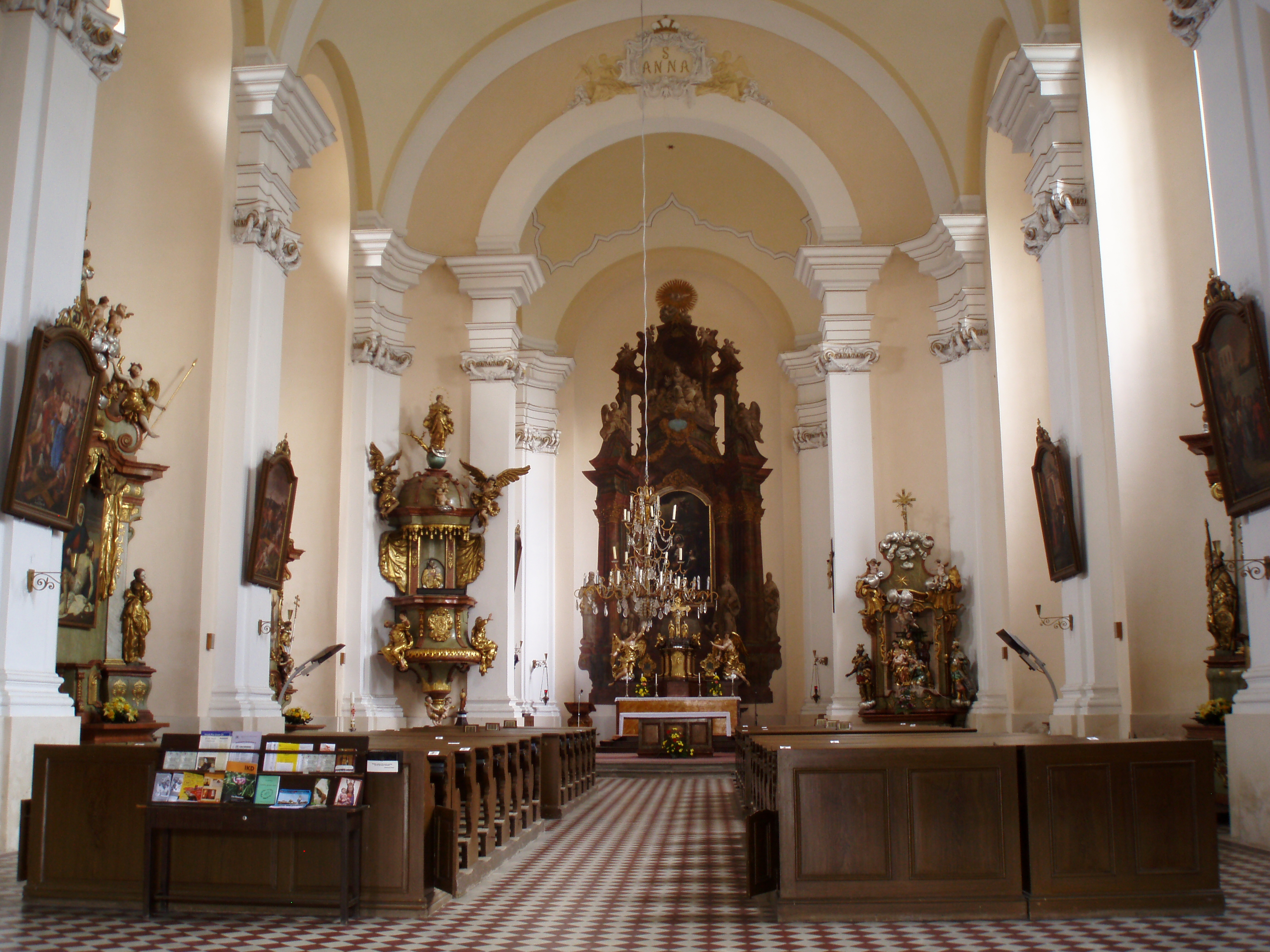
Interiér kostela sv. Anny

Již při stavbě se minorité doslechli, že jejich klášter v Kuklenách bude zrušen, pročež stavbu rychle a jednoduše dokončovali, věže pokryli střechou bubnovou, ač měly mít báně jako věže u kostela Nanebevzetí Panny Marie. Některé oltáře byly bohatě počaty a chudě dokončeny.
V roce 1781 byl dokončen kostel sv. Anny potud, že 9. října téhož roku byl vyzdvižen kříž na východní věž, což bylo provázeno přiměřenou slavností za zvuku trub, bubnů a střelby z hmoždířů. Úplně byl dostavěn až za tři roky. Roku 1786 byla při klášteře zřízena fara. 24. června 1789 byl klášter zrušen a budovy použito částečně co fary a v jižní části byla upravena škola.
19. a 20. ledna 1863 poškodila střechu kostela vichřice. Oprava vyšla na 18 zlatých a 30 krejcarů. O pět let později byla na kostele postavena nová vížka pro sanktusník. Přelití 2 zvonů stálo 295 zlatých a 30 krejcarů, z nichž místodržitelství zaplatilo 196 zlatých a 87 krejcarů a přifařené obce 98 zlatých a 43 krejcarů. Některé z nich se však zaplacení požadované částky bránily.
Roku 1879 byly v kostele opravovány oltáře, kazatelna i varhany. Při vnější opravě se přetrhl řetěz, kterým byla klec ve výši hodin připevněna, a tak se zedník zabil a přidavač těžce zranil. Následujícího roku byla vichřicí opět poškozena střecha kostela i fary. Oprava obou stála 24,20 zl.
Nastávají též různé úřední problémy. V roce 1882 byl kostel se hřbitovem prohlášen za veřejný statek, ale královéhradecký konsistorní rada Šrůtek žádal jménem biskupa soud, aby byl kostel se hřbitovem nadále považován za soukromý majetek. V roce 1888 nastal problém kolem věžních hodin, když c. k. místodržitelství přestalo 1. lednem tohoto roku vyplácet 21 zl. za natahování věžních hodin ze záduše kuklenské, protože tato věc náleží obci. Obec následně požádala místodržitelství, aby poplatek za natahování věžních hodin byl hrazen nadále z kostelních důchodů. V roce 1900 vynesla sbírka na jejich opravu 40 K. Následujícího roku bylo rozhodnuto, že se zvoníkovi za natahování věžních hodin bude dávat roční plat 20 K. V létě 1907 dochází k opravám kostela i fary, které celkem vyšly na 19 441,35 K. Téhož roku žádá okresní hejtmanství o zbudování postranního vchodu, a to z hlediska bezpečnosti, ale jeho žádosti nebylo vyhověno. Stejně tak se stalo i v následujících letech, naposled 27. října 1913. 9. června 1913 byla oprava kostela zadána staviteli J. Novotnému z Hradce Králové za 1 001 K, oprava fary za 358 K. 28. prosince 1914 došlo ke kolaudaci oprav v kostele a na faře.
První světová válka přinesla kostelu velkou ztrátu ve formě rekvizice zdejších zvonů. 13. prosince 1917 vojenské velitelství v Litoměřicích nařídilo soupis všech zvonů v obci. Na kostelních věžích byly tehdy tyto zvony: velký zvon o průměru 120 cm, výšce 90 cm a hmotnosti 1 050 kg; zvonek „Sanktus“ o průměru 30 cm a hmotnosti 20 kg a zvonek umíráček o průměru 12 cm a hmotnosti 15 kg. Téhož roku došlo též k zabavení školního zvonku.

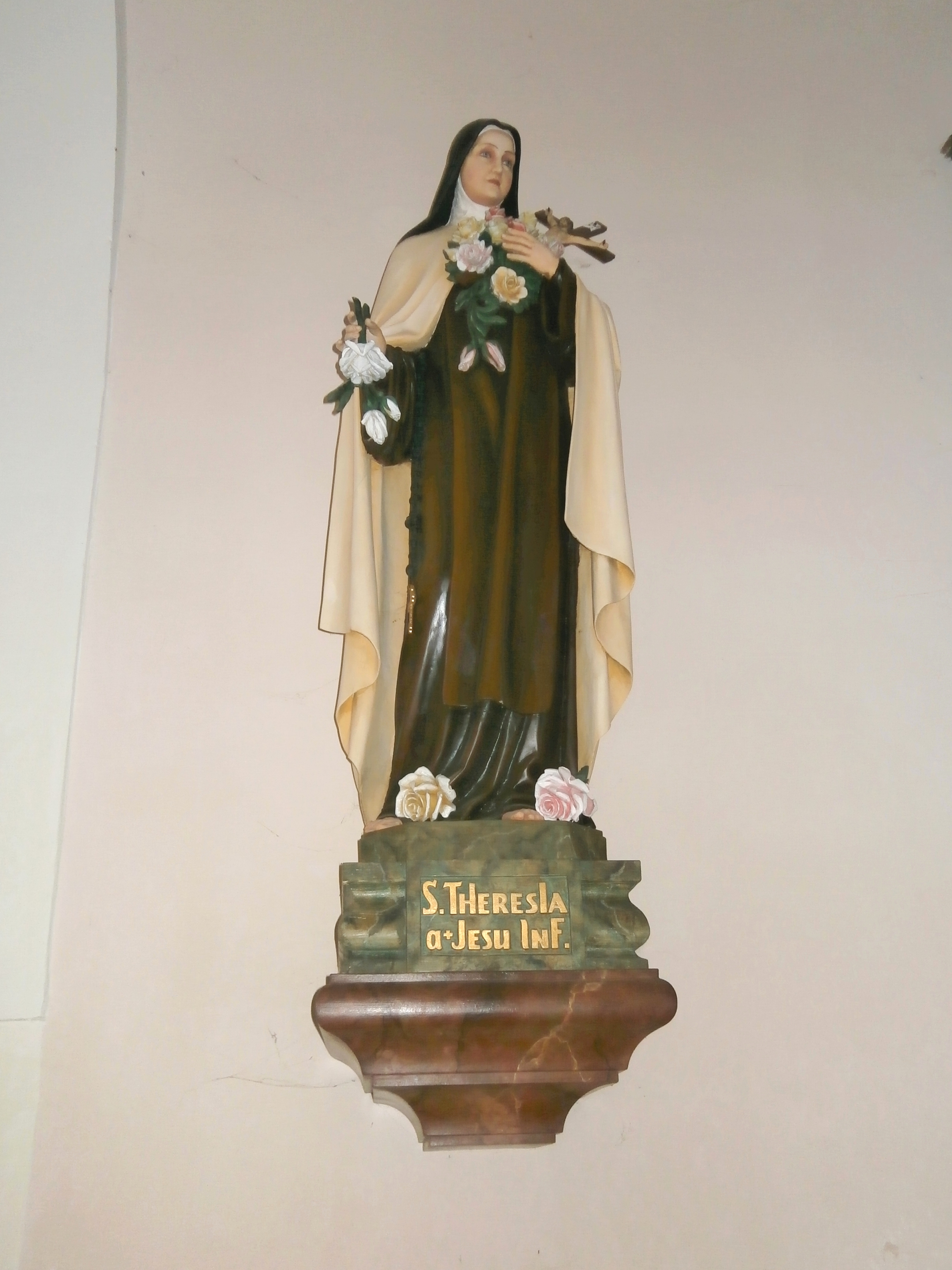
Socha sv. Terezie

V roce 1922 muselo dojít k opravě střechy na spojovací chodbě mezi farou a kostelem. Celkově tento krok vyšel na 10 826,09 Kč. Další opravy byly provedeny ve 30. a počátkem 40. let, zejm. šlo o kazatelnu a některé oltáře. Po příchodu komunistů k moci po únoru 1948 mohl kostel zapomenout na velké rekonstrukční práce. Počátkem 50. let došlo maximálně na adaptaci nedalekého hřbitovního domku. 23. února 1967 velká vichřice strhla věž kostela, která se nacházela ve směru ke hřbitovu. Následně došlo k provizornímu zastřešení poškozené části, ale věžička sama již nebyla obnovena. Po dokončení opravy střechy došlo ještě na úpravu fasády, ale teprve po listopadu 1989 se mohla rozjet vlna postupných a zásadních rekonstrukcí obou objektů. Z nich jmenujme opravu krovu a zastřešení západní věže kostela včetně oplechování v roce 2015.

### Římskokatoličtí faráři v Kuklenách v letech 1780–1945
| Funkční období    | Jméno                                           |
| ----------------- | ----------------------------------------------- |
| 1780–1783         | Renatus Grégr (kvardián kláštera)               |
| 1783–1800         | Karel Čermák (kvardián kláštera, od 1789 farář) |
| 1801–1806         | Josef Kuchynka                                  |
| 1806–1816         | Josef Šiška                                     |
| 1816–před 1832    | Ignác Kotyk                                     |
| před 1832–po 1843 | Jan Teisinger                                   |
| po 1843–1854      | Alois Koch                                      |
| 1854–1860         | Václav Pelikán                                  |
| 1860–1869         | Jan Hron                                        |
| 1869–1877         | Václav Jaňura                                   |
| 1877–1884         | Josef Vobrovský                                 |
| 1884              | Václav Vojnar (administrátor)                   |
| 1884–1888         | František Walter                                |
| 1888–1897         | František Rychlík                               |
| 1897–1907         | Jan Kaska                                       |
| 1907–1914         | František Kuřil                                 |
| 1914–1915         | Jan Rouš (administrátor)                        |
| 1915–1939         | Josef Kubeš                                     |
| 1939–1945         | Petr Štěpánek (administrátor, následně farář)   |
| Od 1945           | Josef Doležal)                                  |

## Popis stavby

### Kostel sv. Anny

#### Objekt kostela
Neorientovaná, k severu obrácená cihelná a omítnutá budova od bratislavského architekta a stavitele Matouše Walcha se skládá z lodi o třech osách, z pravoúhlého kněžiště o jednom poli a dvou hranolovitých věží nad jižním průčelím, které jsou zakončeny zvonovitými kopulemi. Toto je řešeno v bohatším baroku než ostatní fasády. Obě věže vystupují z průčelí v mělkých rizalitech, vroubených jónskými pilastry, dvakrát zalomenými, jež sahají až do výše hlavní římsy kostela. Pilastry stojí na vysoké rustifikované trnoži, ukončené pasovou římsou.
Vchod je roubený kamenným ostěním barokního profilu a ukončen rovným nadpražím. Po obou stranách vchodu je v osách věží segmentové okno. Nad vchodem i nad oběma přízemními okny jsou nízké výklenky se soškami, ve středu sv. Anny s Pannou Marií, ve věžích sv. Josefa a sv. Františka Xaverského. Mezi dříky jónských pilastrů je průčelí prolomeno třemi velkými okny, ukončenými segmentem, s nadokenní římsou s obloukovitými štíty. Mohutná hlavní římsa, zalomená nad každým pilastrem, nese štít vroubený obloukovou římsou a dvě jednopatrové věže, které mají nároží obrněná užšími iónskými pilastry. Uprostřed štítu mezi věžemi jsou umístěny hodiny.
Věže jsou oproti původnímu plánu nedostavěny a byly narychlo pokryty, když se jednalo o zrušení řádu. Jejich hlavní římsy jsou uprostřed každé strany obloukovitě vytaženy. Nízké báně, přecházející ze čtyřbokého půdorysu v osmihranné, jsou pobité plechem.
Východní průčelí, jež je obrácené do hřbitova, má tři velká okna, která jsou ve spodní části zazděná. Západní průčelí je zastavěno bývalým klášterem. Hlavní zeď kostela, nad klášterem vyčnívající, je prolomena třemi eliptickými okénky.
9,13 m široké a 9,83 m dlouhé kněžiště má na východní a západní straně po okně téhož tvaru, jako jsou v lodi. V severním průčelí je malé kruhové okénko nad oltářem.
Kostelní loď je rozšířena po obou stranách třemi páry eliptických výklenků báňovitě zaklenutých a sahajících až do výše hlavní římsy. Ta je podporována na stranách dvěma páry sdružených pilastrů, v zaokrouhlených koutech po jednom páru sdružených pilastrů. Všechny jsou iónského stylu, s volutovými hlavicemi, v nichž je pověšen od závitu k závitu feston. Nad římsami pilastrů se pnou valené pasy, mezi kterými je sklenuta loď ve třech polích českými klenbami. Kromě nich je ještě jedno pole nad kruchtou, které je také zaklenuto českou klenbou.

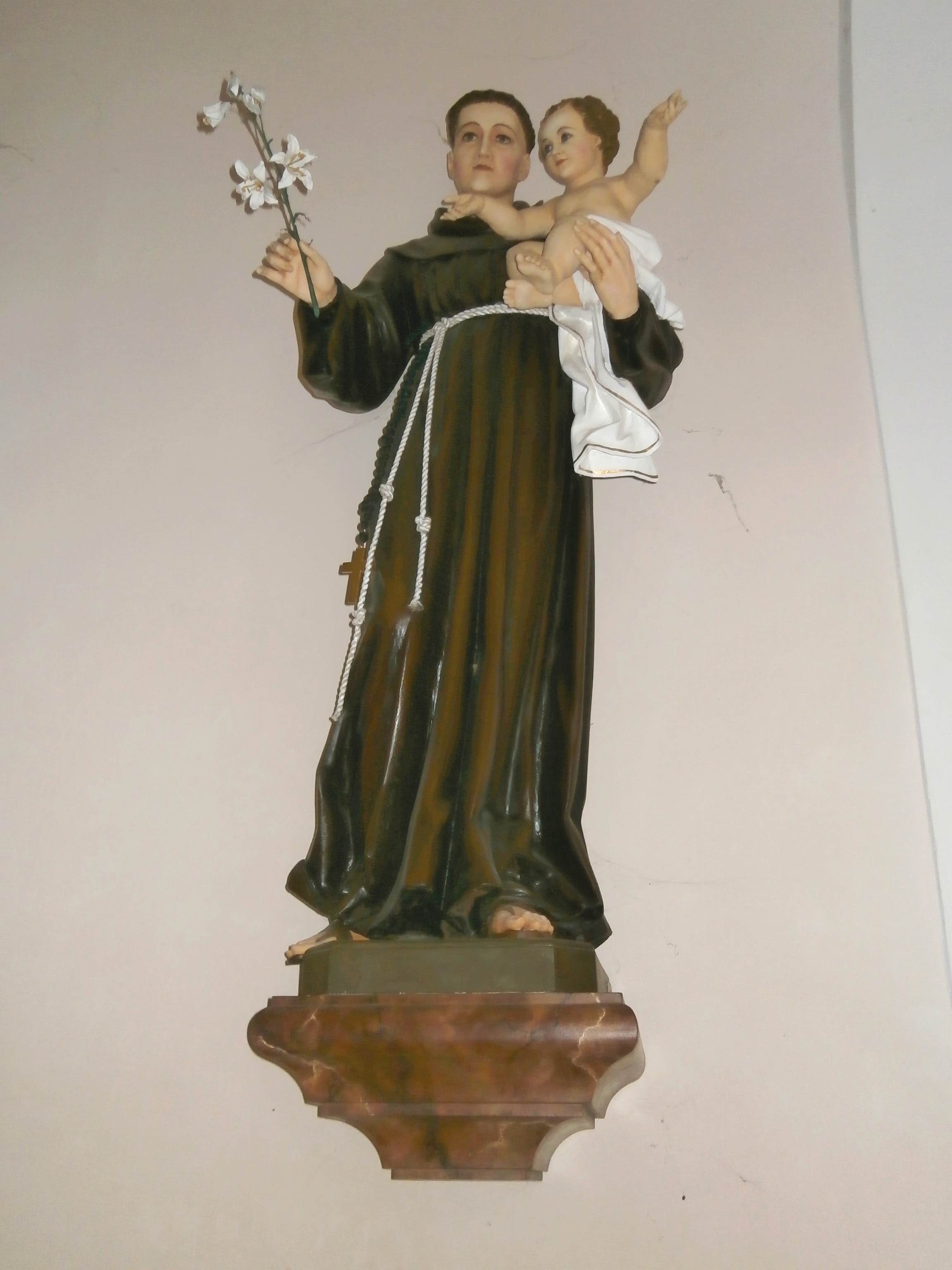
Socha sv. Antonína Paduánského

#### Oltáře
Oltářů bylo původně sedm. Hlavní oltář je malovanou iluzivní architekturou od Josefa Kramolína z roku 1779. Představuje svatou rodinu se svatou Annou uprostřed, před níž klečí sličná Panna Marie s Ježíškem. V rohu obrazu je nápis: „Piae memoriae commendat Iosephus Cramolin Carolotermiensis 1779 30 Oct.“ Napravo od něj nalezneme oltář s obrazem sv. Františka Serafinského, oltář s Pietou a oltář s obrazem českých patronů a sochami sv. Vavřince a sv. Aloisia. Nalevo se nacházejí oltář se sv. Třemi králi, dary P. Ježíši přinášejícími, oltář sv. Jana Nepomuckého, sv. Václava a sv. Zikmunda a oltář s obrazem sv. Vojtěcha mezi 14 ukřižovanými mučedníky a sochami sv. Kateřiny a sv. Barbory. Po obvodu kostela je vyobrazena křížová cesta od kuklenského malíře H. Bayera. Zpovědnice je novodobá, protože pochází z roku 2012.

#### Křtitelnice
Cínová křtitelnice je z konce 15. století a jedná se o dílo konváře a zvonaře Ondřeje Ptáčka. Původně stála v minoritském kostele na Pražském podměstí.

#### Varhany
O opravě původních varhan z roku 1798 od Pavla Františka Horáka bylo jednáno v roce 1899. Nové dvoumanuálové kuželkové varhany byly zhotoveny v roce 1903 Josefem Kobrlem z Lomnice nad Popelkou. K jejich dopravě musely být probourány dveře ze třídy ve farním domě na kůr. Vyšly na 7 900 K. Poprvé se na ně hrálo 24. listopadu 1903. Píšťaly z nich byly zrekvírovány v roce 1917, ale již o 2 roky později byly pořízeny nové.

#### Zvony
Ve věžích viselo původně pět zvonů, zvon s reliéfem sv. Václava z roku 1542 (výška 83 cm, průměr 120 cm, nápis „LETA BOZIHO TISYCZEHO PIETISTEHO SSTYRYDCZATEHO DRVHEHO TENTO ZWON SLIT GEST KE CZTI A CHWALE PANV BOHV WSSEMOHAVCIMV SKRZE WACLAWA KONWARZE K SWATE ANNE.“), zvon s reliéfem sv. Ludmily a nápisem „Ke cti sv. Patronů českých přelyt Karlem Vilímem Paulem v Hradci Kr. 1868“ (původní zvon byl z roku 1597, výška 66 cm, průměr 86 cm), zvon s ornamentálními páskami pod korunou i při spodním okraji a nápisem „Pánu Bohu a sv. Anně ke cti přelyt Karlem Vilímem Paulem v Hradci Kr. 1868“ (na původním zvonu byl nápis „GOSS MICH ANTON SCHNEIDER IN KÖNIGGRÄTZ 1802“, výška 50 cm, průměr 62 cm), zvon s reliéfem sv. Ignáce a nápisem „IGNATIVS DRACK GOSS MICH IN KÖNIGGRÄTZ 1770“ (výška 25 cm, průměr 29 cm) a hladký umíráček z roku 1702. Za 1. světové války podlehly zvony rekvizicím. Teprve v roce 1923 sem byl umístěn zvon od místní firmy Buřil, Švagerka a spol. Kukleny, továrna na kovové zboží, elektrotechnické závody, slévárna kovů, zvonárna, který na rozdíl od dalších nově pořízených zvonů přežil i období 2. světové války. V kostele tak zůstal jen nejstarší zvon, který byl v roce 2013 poškozen nevhodně instalovaným elektrickým vyzváněním, takže kostel zůstal od této doby „němý“.
Čekání na nové zvony bylo dlouhé. Teprve 26. července 2015 posvětil biskup Jan Vokál dva nové zvony s názvy Ludmila (s vyobrazením sv. Ludmily, u jejíchž nohou klečí sv. Václav, 220 kg) a Michael (umíráček s vyobrazením sv. Michaela, který bojuje proti démonovi, 21 kg). Ty se rozezněly 4. září 2015 po jejich zavěšení do věží kostela. 24. července následujícího roku se k nim přidal 120 kg vážící zvon Anna, který požehnal P. Prokop Siostrzonek. Autorem všech zvonů je Michal Votruba z Myslkovic u Soběslavi.

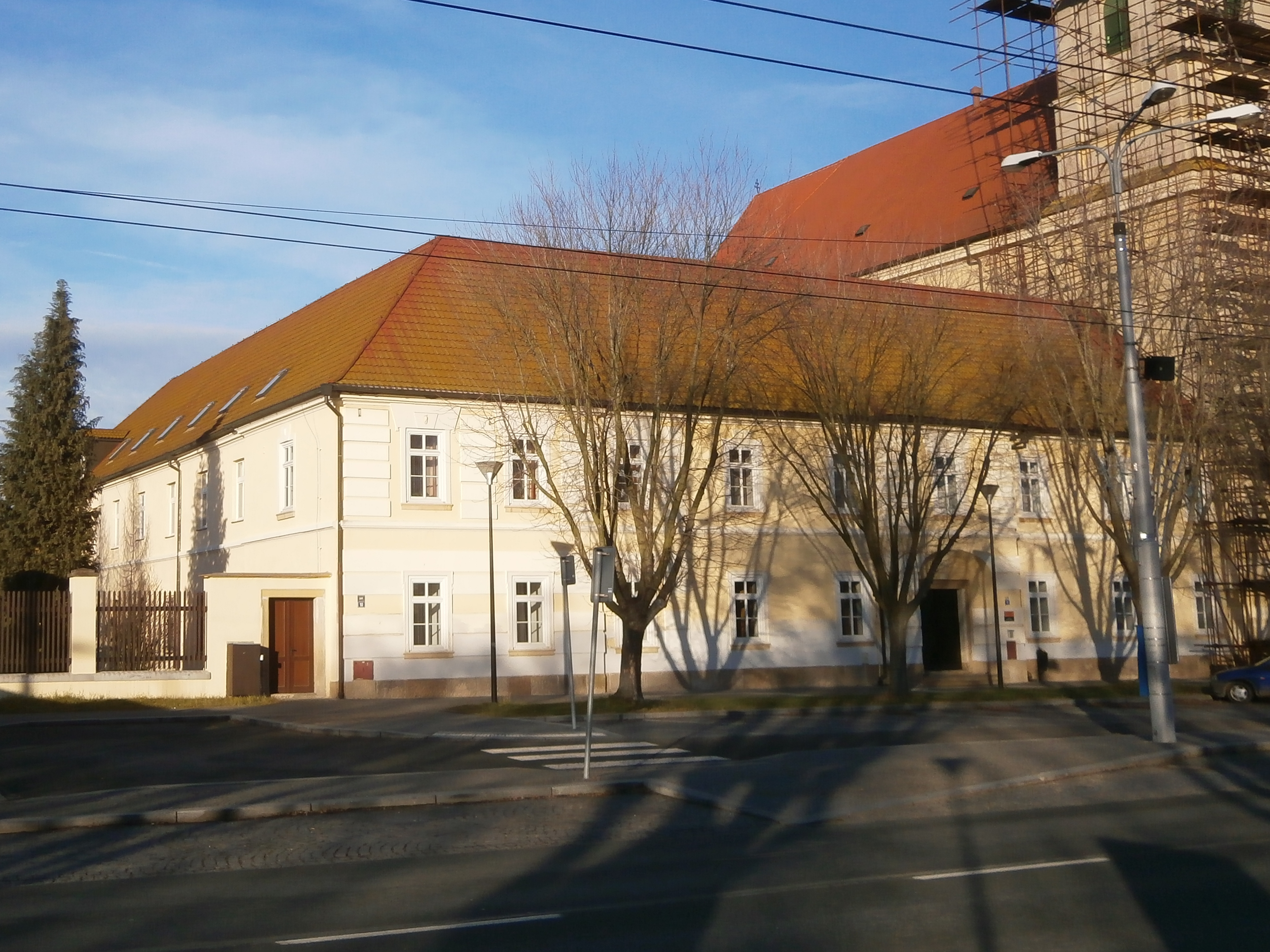
Denisovo náměstí čp. 26 a 172 (bývalá škola a fara)

### Minoritský klášter
Objekt bývalého minoritského kláštera, ležící na pozemcích, které byly zakoupeny řádem v roce 1776 od vdovy Peskrové a v dražbě Endtovské role (zde je třeba připomenout, že královéhradečtí kronikáři a historici Švenda, Tomek i Solař tvrdí, že 14. listopadu 1766 provinciál minoritů P. Polykarpus Tydler a kvardián kláštera sv. Anny P. Norbert Stamperský "...vyjeli na roli starobytně klášteru patřící "Kuklena" nazvanou k vyhlédnutí místa budoucího tam kláštera stavění. Sám provinciál vytyčil pro nový klášter a kostel sv. Anny potřebné místo na roli té. Ač sice hrabě Harrach jim naději činil a usiloval, by se ve Stěžerách při kostele již jim poručeném usadili; však nevidělo se za slušné, do vsi se usaditi a farníky, své podměstské obyvatele, opustiti.") a k jehož dostavění nikdy nedošlo a již v roce 1789 byl císařem Josefem II. zrušen, tvoří jednopatrová dvoukřídlová budova se sedlovou střechou. Z původně zamýšlené čtyřkřídlé dispozice se čtvercovým rajským dvorem byla postavena pouze 2 křídla. U třetího křídla byla založena pouze arkáda a dvě pole křížové klenby přiléhající ke kostelu. Čtvrté chodbové křídlo nebylo již ani založeno. Po zrušení kláštera byla budova přidělena faře a její část sloužila od roku 1875 jako škola. Posléze menší díl objektu fungoval též pro bytové účely. Počátkem 90. let 20. století byl objekt bývalého kláštera předán Kongregaci Dcer Panny Marie Pomocnice, která zařídila jeho rekonstrukci. V tomto období byla rovněž opravena střecha kostela sv. Anny.